# Shimada (hår)

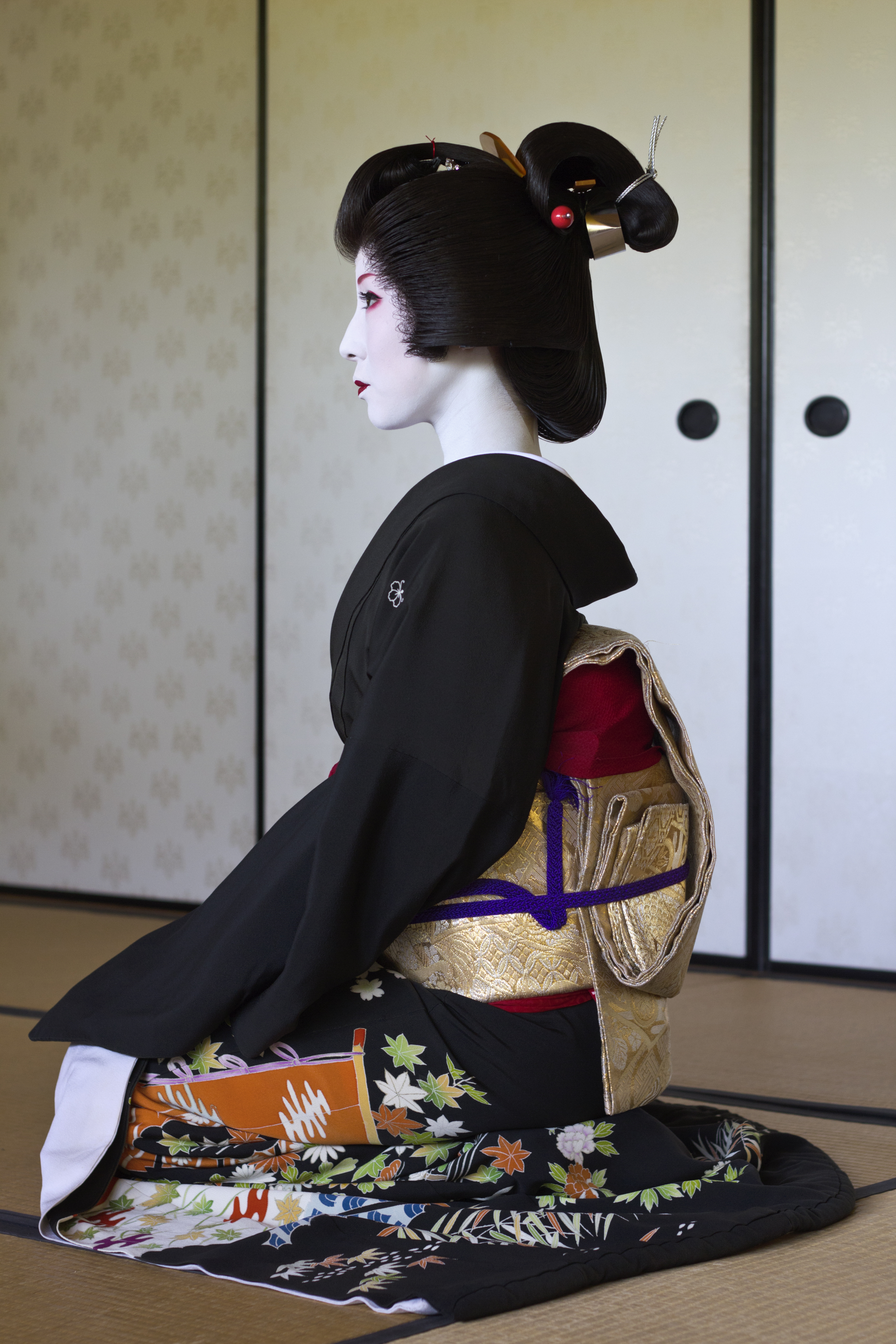
En geisha som har en shimadaperuk.

Shimada är en frisyr för kvinnor i Japan, dess moderna användning är begränsad till geishor (som har frisyren i en modern peruk). Men under Edo-perioden i Japan bars den även av vardagens kvinnor, speciellt av flickor i sena tonåren. Frisyren görs antingen med en peruk eller att man samlar allt hår tillsammans på mitten av huvudet, och små delar av håret läggs i sektioner för att bukta utåt.